# So (Album)
So ist das fünfte reguläre Solo-Studioalbum und das siebte Album insgesamt des englischen Singer-Songwriters und Rock-Musikers Peter Gabriel und wurde am 19. Mai 1986 von Charisma Records veröffentlicht. Es ist Peter Gabriels erfolgreichste Veröffentlichung mit über zehn Millionen verkauften Einheiten.

## Hintergrund
Anders als seine Vorgänger heißt das Werk nicht einfach schlicht Peter Gabriel, sondern bekam erstmals einen, wenn auch minimalistischen, Titel. Peter Gabriel selbst bezeichnete ihn in einem Interview mit Paul Gambaccini als „anti-title“. Das Album war der erste Teil der Trilogie mit Album-Titeln aus zwei Buchstaben und einem einsilbigen Namen vor Us und Up.
Das Album wurde fast komplett in Gabriels damaligem Wohnsitz und Tonstudio Ashcombe House, Swainswick, Somerset nordöstlich von Bath aufgenommen und ist bis heute das kommerziell erfolgreichste seiner Karriere. Als Gaststars sind unter anderem Kate Bush, Laurie Anderson, Stewart Copeland, Youssou N’Dour und Jim Kerr vertreten.
Die Themen der fast ausschließlich von Peter Gabriel allein geschriebenen Songtexte sind breit gefächert: Der Opener Red Rain handelt laut einem von Wolfgang Tilgner verfassten Text von Menschen, die ihre Gefühle in sich verschließen. Mit Sledgehammer erwies Gabriel der Soul-Musik seines Vorbildes Otis Redding einen denkwürdigen Tribut; das Stück wurde der größte Single-Hit seiner Karriere. Die im Duett mit Kate Bush gesungene Ballade und zweite Single-Auskopplung Don’t Give Up, deren Ursprünge bis auf erste Aufnahmen im August 1981 in Ashcombe House zurückgehen, thematisiert Arbeitslosigkeit, Verzweiflung und Zuspruch von Mut. That Voice Again, von der Unterdrückung der Gefühle durch den Verstand handelnd, schließt die A-Seite des Albums. Das mitreißende In Your Eyes, das seitdem bei Konzerten immer als eine der Zugaben gebracht wird, steuerte Gabriel später dem Teenager-Liebesfilm Teen Lover (Say Anything...) von Cameron Crowe bei. Das atmosphärische Mercy Street basiert auf dem gleichnamigen Gedicht der Lyrikerin Anne Sexton. Big Time nimmt kleingeistigen Größenwahn auf die Schippe und wurde ein weiterer Single-Hit. Mit dem Klangexperiment We Do What We’re Told (Milgram’s 37), benannt nach Stanley Milgrams Milgram-Experiment, das seinerzeit auch in der Fernsehserie Miami Vice eingesetzt wurde und bereits 1980 von Gabriel auf Konzerten gesungen wurde, schließt die originale LP. Dieses Stück thematisiert das Milgram-Experiment, das 1961 von dem Psychologen Stanley Milgram entwickelt wurde, um zu testen, ob durchschnittliche Personen autoritären Anweisungen auch dann Folge leisten, wenn diese in direktem Widerspruch zu ihrem Gewissen stehen. Die ursprüngliche CD- und Musikkassetten-Version enthielt als Bonustrack This is the Picture (Excellent Birds), eine von ihm deutlich umarrangierte Neuaufnahme einer früheren Zusammenarbeit Gabriels mit Laurie Anderson. Die Originalversion stammt aus ihrem Album Mister Heartbreak aus dem Jahr 1984. So ist sein letztes Studioalbum, das die Grenze der Vinyl-Spielzeit von 46 Minuten nicht überschreitet.

## Wiederveröffentlichungen
2002 wurde eine remasterte Version der CD veröffentlicht. This Is the Picture wurde beibehalten, In Your Eyes rutschte von der fünften an die letzte Stelle des Albums. (so war es auch immer von Peter Gabriel ursprünglich vorgesehen, ging allerdings damals wegen der technischen Grenzen des Vinyls als Format nicht. Auf der Back To Front Tour in den Jahren 2012–2014 wurde So in der von ihm vorgesehenen Reihenfolge gespielt.) Alle folgenden Pressungen behalten das bei.
Am 15. August 2012 erschien eine abermals neu abgemischte 25th Anniversary-Version in drei verschiedenen Varianten:
- nur das Album
- Special 3 CD Limited Edition: Album und zwei zusätzliche CDs mit dem Namen Live in Athens 1987[13] mit einer Liveaufnahme von drei Konzerten im Jahr 1987 im Amphitheater auf dem Lykabettus in Athen[14], 2020 auch als eigenständiges Album erschienen[13]
- 25th Anniversary Deluxe Box Set: Album, ebenfalls die beiden Live-CDs mit dem Namen Live in Athens 1987, eine dna genannte weitere CD mit „unfertigen“ Versionen der Stücke, eine DVD des Athen-Konzerts mit dem gleichen Namen Live in Athens 1987,[15] eine DVD zur Entstehung des Albums mit dem Namen So – The Definitive Authorised Story of the Album,[16] zwei Vinyl-LPs in der korrekten Reihenfolge, eine Vinyl-Maxi-Single mit den zuvor unveröffentlichten Titeln Courage und Sagrada sowie einer alternativen Version von Don’t Give Up und ein Buch. Der enthaltene Dokumentarfilm wurde zuvor bereits einzeln als Classic Albums: So auf DVD und Blu-ray Disc veröffentlicht.[17]

## Verwendung der Lieder in anderen Werken
Insgesamt wurden fünf Songs des Albums in der US-amerikanischen Fernsehserie Miami Vice verwendet. Das waren Red Rain in der 2. Folge der 3. Staffel mit dem Titel Stones Krieg (Originaltitel: Stone’s War), Mercy Street in der 3. Folge der 3. Staffel mit dem Titel Blutsbande (Originaltitel: Killshot), Sledgehammer in der 8. Folge der 3. Staffel mit dem Titel Goldmacher (Originaltitel: Better Living Through Chemistry), We Do What We’re Told (Milgram’s 37) in der 11. Folge der 3. Staffel mit dem Titel Und vergib uns unsere Schuld (Originaltitel: Forgive Us Our Debts) sowie ein weiteres Mal in der 21. Folge der 4. Staffel mit dem Titel Der Mann aus der Todeszelle (Originaltitel: Deliver Us From Evil) und Don’t Give Up in der 2. Folge der 5. Staffel mit dem Titel Der Gangster – Teil 2 (Originaltitel: Redemption In Blood). Das macht So zu einem der am stärksten vertretenen Alben der gesamten Serie.

## Titelliste
Alle Lieder wurden von Peter Gabriel geschrieben, außer wenn anders angegeben.

### Original-Album von 1986
1. Red Rain – 5:40
2. Sledgehammer – 5:12
3. Don’t Give Up – 6:33
4. That Voice Again – 4:52
5. In Your Eyes – 5:29
6. Mercy Street – 6:22
7. Big Time – 4:28
8. We Do What We’re Told (Milgram’s 37) – 3:22
9. This is the Picture (Excellent Birds) – 4:25 – Peter Gabriel, Laurie Anderson (nicht auf der originalen LP-Version enthalten)

### Remastered 2002 und 25th Anniversary 2012-Ausgaben
1. Red Rain – 5:40
2. Sledgehammer – 5:12
3. Don’t Give Up – 6:33
4. That Voice Again – 4:53
5. Mercy Street – 6:22
6. Big Time – 4:28
7. We Do What We’re Told (Milgram’s 37) – 3:22
8. This Is the Picture (Excellent Birds) – 4:25 – Peter Gabriel, Laurie Anderson
9. In Your Eyes – 5:27

## Mitwirkende

### Musiker
- Laurie Anderson – Hauptgesang bei This is the Picture (Excellent Birds)
- P. P. Arnold – Begleitgesang, Stimmen
- Michael Been – Begleitgesang
- Ronnie Bright – Bass-Gesang
- Kate Bush – Hauptgesang bei Don’t Give Up
- Simon Clark – Keyboards, Hammondorgel, Fairlight CMI, Bassgitarre
- Stewart Copeland – Schlagzeug, Hi-Hat
- Djalma Correa – Surdo, Congas, Triangel
- Peter Gabriel – Hauptgesang, Keyboards, Piano, Fairlight CMI, Prophet-5, Drumcomputer
- Coral Gordon – Begleitgesang, Stimmen
- Wayne Jackson – Trompete, Kornett
- Manu Katché – Schlagzeug, Percussion, Talking Drum
- Jim Kerr – Begleitgesang
- Larry Klein – Bassgitarre
- Daniel Lanois – E-Gitarre, Tamburin
- Bill Laswell – Bassgitarre bei This Is the Picture
- Tony Levin – Bassgitarre, Tuba
- Dee Lewis – Begleitgesang, Stimmen
- Jerry Marotta – Schlagzeug, Basstrommel
- Don Mikkelsen – Posaune
- Youssou N’Dour – Gesang bei In Your Eyes
- David Rhodes – E-Gitarre, Begleitgesang
- Mark Rivera – Saxophon, Altsaxophon, Tenorsaxophon, Baritonsaxophon
- Nile Rodgers – E-Gitarre bei This Is the Picture
- Lakshmi Shankar – Geige
- Richard Tee – Piano

### Technisches Personal
- Laurie Anderson – Co-Autor bei This Is the Picture
- Dave Bascombe – Aufnahme-Toningenieur
- David Bottrill – zusätzlicher Toningenieur
- Steve Boyer – Assistenz-Toningenieur
- Jimmy Bralower – Schlagzeug-Programmierung
- Ary Carvalhaes – Aufnahme-Toningenieur
- Charlene Colon – Supervisorin
- Renato Costa – Supervisor
- Ian Cooper – Mastering-Tontechniker
- Jam Crisp – Assistenz-Toningenieur
- Peter Gabriel – Bläser-Arrangements, Musikproduzent, Songwriter, Komposition
- Jairo Gualberto – Aufnahme-Toningenieur
- Chris Hughes – Schlagzeug-Programmierung
- Wayne Jackson – Bläser-Arrangements
- Trevor Key – Fotografie
- Kevin Killen – Toningenieur
- Bruce Lampcov – Tontechniker
- Daniel Lanois – Bläser-Arrangements, Musikproduzent, Toningenieur
- David Rhodes – Arrangements, Co-Autor That Voice Again
- Peter Saville – Design
- Graciela Silberberg – Supervisorin
- David Stallbaumer – zusätzlicher Toningenieur
- Brett Wickens – Design

## Kommerzieller Erfolg

### Chartplatzierungen
| ChartsChartplatzierungen       | Höchstplatzierung | Wochen |
| ------------------------------ | ----------------- | ------ |
| Deutschland (GfK)              | 2 (70 Wo.)        | 70     |
| Österreich (Ö3)                | 1 (23 Wo.)        | 23     |
| Schweiz (IFPI)                 | 2 (23 Wo.)        | 23     |
| Vereinigte Staaten (Billboard) | 2 (93 Wo.)        | 93     |
| Vereinigtes Königreich (OCC)   | 1 (77 Wo.)        | 77     |

| ChartsJahrescharts (1986)      | Platzierung |
| ------------------------------ | ----------- |
| Deutschland (GfK)              | 9           |
| Österreich (Ö3)                | 9           |
| Schweiz (IFPI)                 | 9           |
| Vereinigte Staaten (Billboard) | 35          |
| Vereinigtes Königreich (OCC)   | 15          |

| ChartsJahrescharts (1987)      | Platzierung |
| ------------------------------ | ----------- |
| Deutschland (GfK)              | 37          |
| Vereinigte Staaten (Billboard) | 21          |
| Vereinigtes Königreich (OCC)   | 12          |

### Auszeichnungen für Musikverkäufe
| Land/Region                  | Auszeichnungen für Musikverkäufe (Land/Region, Auszeichnung, Verkäufe) | Verkäufe  |
| ---------------------------- | ---------------------------------------------------------------------- | --------- |
| Argentinien (CAPIF)          | Gold                                                                   | 30.000    |
| Belgien (BRMA)               | Gold                                                                   | 25.000    |
| Deutschland (BVMI)           | Platin                                                                 | 500.000   |
| Frankreich (SNEP)            | Gold                                                                   | 100.000   |
| Hongkong (IFPI/HKRIA)        | Gold                                                                   | 10.000    |
| Neuseeland (RMNZ)            | 2× Platin                                                              | 40.000    |
| Niederlande (NVPI)           | Platin                                                                 | 100.000   |
| Schweiz (IFPI)               | Platin                                                                 | 50.000    |
| Spanien (Promusicae)         | Gold                                                                   | 50.000    |
| Vereinigte Staaten (RIAA)    | 5× Platin                                                              | 5.000.000 |
| Vereinigtes Königreich (BPI) | 3× Platin                                                              | 900.000   |
| Insgesamt                    | 5× Gold · 13× Platin ·                                                 | 6.905.000 |

Hauptartikel: Peter Gabriel/Auszeichnungen für Musikverkäufe